# Hans Rosenthal
Hans Rosenthal (2. dubna 1925, Berlín – 10. února 1987 tamtéž) byl německý rozhlasový redaktor, režisér a jeden z nejpopulárnějších německých moderátorů 70. a 80. let 20. století.

## Život
Rosenthal vyrůstal v židovské rodině na Winsstraße 63 v berlínské čtvrti Prenzlauer Berg. Jeho dětství ovlivnila agresivní antisemitská atmosféra, vyvolaná vzestupem nacismu. Otec zemřel na selhání ledvin v roce 1937 poté, co přišel o práci v Deutsche Bank. Matka zemřela na rakovinu v roce 1941 a Hans se svým mladším bratrem Gertem (nar. 1932) byli umístěni do sirotčince. Od roku 1940 byl Hans odveden na nucené práce, zatímco jeho bratr byl deportován a stejně jako mnoho příbuzných zavražděn během holokaustu. Po útěku před poslední velkou razií berlínských Židů v roce 1943 se Hans až do roku 1945 skrýval v zahrádkářské kolonii v Berlíně-Lichtenbergu, kde mu pomohly přežít tři Němky.

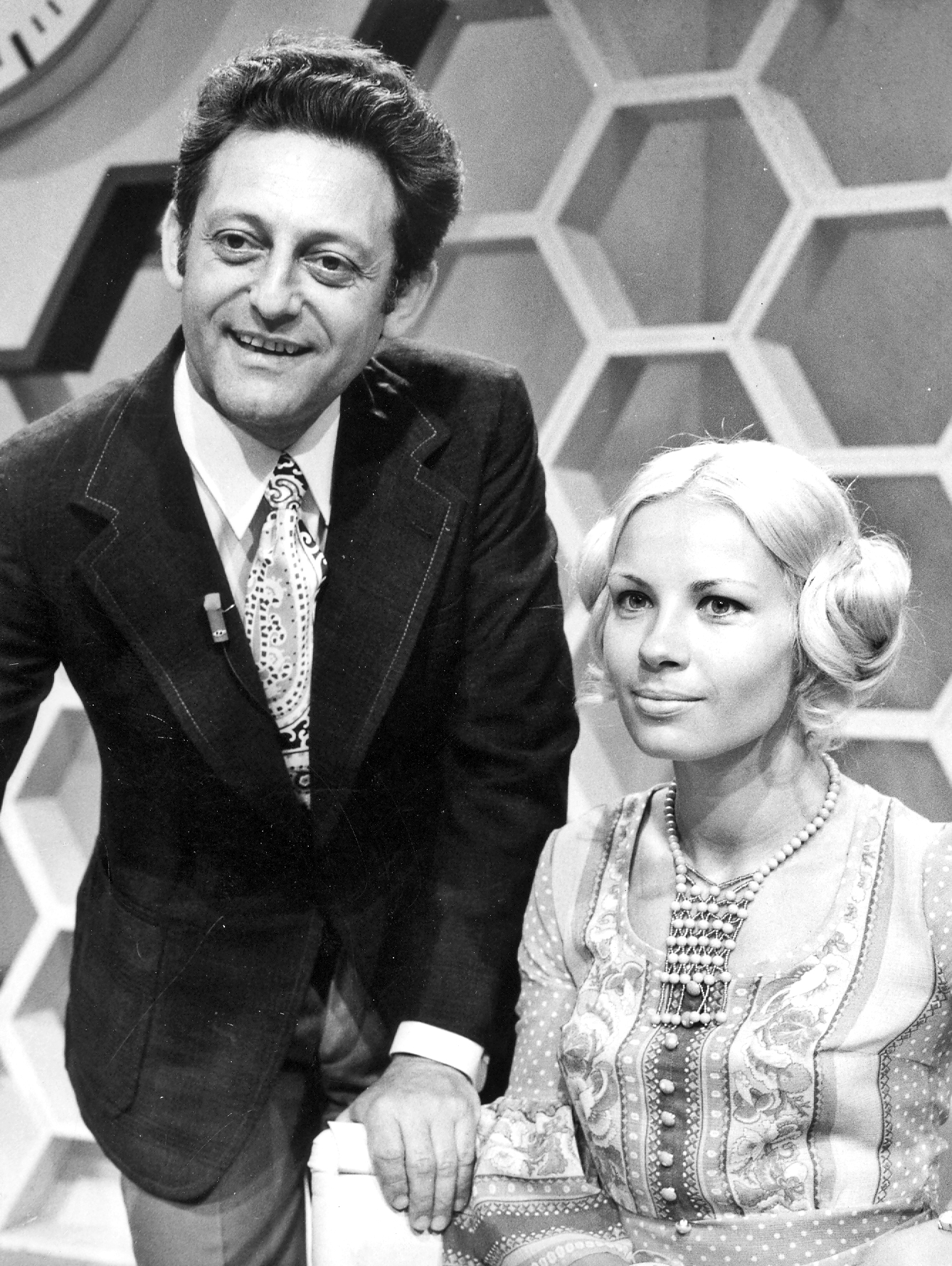
Hans Rosenthal s asistentkou Monikou Sundermannovou, vysílání pořadu Dalli-Dalli (1971)

Po válce začal pracovat jako asistent režie v Berliner Rundfunk. Vzhledem ke konfliktu se sovětskými úřady přešel v roce 1948 do stanice Rundfunk im amerikanischen Sektor (RIAS), kterou kontrolovala americká armáda. 
Největší popularitu získal právě s pořadem Dalli Dalli, který se vysílal 153krát mezi lety 1971 a 1986.